# Stephen Schwartz
Stephen Lawrence Schwartz, född 6 mars 1948 i New York, är en amerikansk textförfattare och kompositör av främst musikalmusik. Tillsammans med Disneykompositören Alan Menken vann Schwartz Oscar för både bästa filmmusik och bästa sång (Colors of the Wind) för Disneyfilmen Pocahontas från 1995. Schwartz vann ytterligare en Oscar för bästa sång (When You Believe) för Prinsen av Egypten från 1998. Han samarbetade även med Alan Menken i Disneyfilmerna Ringaren i Notre Dame från 1996 och Förtrollad från 2007. 